# Борсук (пам'ятка природи)
Борсу́к — ботанічна пам'ятка природи місцевого значення в Україні. Розташована на території Надвінянського району Івано-Франківської області, на південь від села Білі Ослави.
Площа — 3,9 га, статус отриманий у 1980 році. Перебуває у віданні ДП «Делятинський держлісгосп» (Білоославське лісництво, квартал 28, виділ 21).